# Hulpverleningszone Oost Vlaams-Brabant
De Hulpverleningszone Oost Vlaams-Brabant is een van de 35 Belgische en een van de twee Vlaams-Brabantse hulpverleningszones. De zone ging officieel van start op 1 januari 2015 en verzorgt vanuit 8 brandweerposten de brandweerzorg en medische hulpverlening (ambulance) in de oostelijke helft van de provincie Vlaams-Brabant.

## Historiek
Naar aanleiding van de gasexplosie te Gellingen op 30 juli 2004 werd door de Belgische overheid gestart met het hervormen van de brandweer. Bij deze hervorming gingen de gemeentelijke brandweerkorpsen op in nieuwe structuren: de hulpverleningszones. Op 1 januari 2015 ontstonden de meeste nieuwe hulpverleningszones. De Hulpverleningszone Oost Vlaams-Brabant is een van deze hulpverleningszones en bestaat uit de voormalige korpsen van de gemeenten Aarschot, Diest, Landen, Leuven, Overijse, Scherpenheuvel-Zichem en Tienen.

## Beschermingsgebied
Het beschermingsgebied van de Hulpverleningszone Oost Vlaams-Brabant beslaat ongeveer 1.200 km² en omvat 32 gemeenten die gezamenlijk een bevolking van ongeveer 530.000 inwoners vertegenwoordigen. De Hulpverleningszone Oost Vlaams-Brabant grenst aan de hulpverleningszones Brandweer Zone Kempen, Hulpverleningszone Rivierenland, Brandweerzone Vlaams-Brabant West, Hulpverleningszone Waals-Brabant, Hulpverleningszone Hesbaye en Hulpverleningszone Zuid-West Limburg en het Brussels Hoofdstedelijk Gewest. Een aantal belangrijke risico's in het beschermingsgebied van de zone zijn:
- Verkeerswegen: de autosnelwegen E40, E314, E411 en de Brusselse Ring (R0); de gewestwegen N2, N3, N10 en N19; de spoorlijnen 16, 35, 36, 53, 139 en HSL 2; het kanaal Leuven-Dijle
- Tunnels: Leonardkruispunt, Oostertunnel, tunnel van Bierbeek en de Vierarmentunnel
- Vliegvelden: vliegveld Goetsenhoven, vliegveld Schaffen en de aanvliegroutes van de Luchthaven Brussel-Nationaal
- Ondergrondse pijpleidingen: hogedrukgasleiding van Fluxys en NAVO-pijpleiding
- Sevesobedrijven: Affilips (Tienen), Imec (Leuven), JSR Micro (Leuven), Multigas (Tienen), Romarck Belgium (Landen) en VWR International (Leuven)
- Grote manifestaties en festivals: Boerenrock (Kortenaken), Marktrock (Leuven), Rock Werchter (Rotselaar), Suikerrock (Tienen), TW Classic (Rotselaar) en Werchter Boutique (Rotselaar)

De onderstaande lijst geeft een overzicht van de gemeenten en hun kenmerken:
| Gemeente              | Bevolkingsaantal (01/01/2023) | Oppervlakte (in km²) |
| --------------------- | ----------------------------- | -------------------- |
| Aarschot              | 30.854                        | 62,51                |
| Begijnendijk          | 10.487                        | 17,62                |
| Bekkevoort            | 6.672                         | 37,17                |
| Bertem                | 10.276                        | 29,75                |
| Bierbeek              | 10.469                        | 39,73                |
| Boortmeerbeek         | 13.263                        | 18,64                |
| Boutersem             | 8.527                         | 30,75                |
| Diest                 | 24.677                        | 58,20                |
| Geetbets              | 6.263                         | 35,17                |
| Glabbeek              | 5.426                         | 26,78                |
| Haacht                | 15.425                        | 30,57                |
| Herent                | 22.723                        | 32,73                |
| Hoegaarden            | 6.797                         | 33,93                |
| Hoeilaart             | 11.537                        | 20,43                |
| Holsbeek              | 10.158                        | 38,50                |
| Huldenberg            | 10.080                        | 39,64                |
| Kampenhout            | 12.445                        | 33,49                |
| Keerbergen            | 13.196                        | 18,39                |
| Kortenaken            | 7.970                         | 49,06                |
| Landen                | 16.284                        | 54,05                |
| Leuven                | 103.009                       | 56,63                |
| Linter                | 7.317                         | 36,38                |
| Lubbeek               | 14.991                        | 46,13                |
| Oud-Heverlee          | 11.545                        | 31,14                |
| Overijse              | 25.978                        | 44,43                |
| Rotselaar             | 17.499                        | 37,57                |
| Scherpenheuvel-Zichem | 23.705                        | 50,50                |
| Tervuren              | 23.101                        | 32,92                |
| Tielt-Winge           | 11.440                        | 44,16                |
| Tienen                | 36.282                        | 71,77                |
| Tremelo               | 15.338                        | 21,57                |
| Zoutleeuw             | 8.668                         | 46,73                |
| TOTAAL                | 552.402                       | 1.227,04             |

## Brandweerposten
De 32 Vlaams-Brabantse gemeenten worden beschermd door een netwerk van 8 brandweerposten. 
| Brandweerpost         | Gemeente              |
| --------------------- | --------------------- |
| Aarschot              | Aarschot              |
| Diest                 | Diest                 |
| Haacht                | Haacht                |
| Landen                | Landen                |
| Leuven                | Leuven                |
| Overijse              | Overijse              |
| Scherpenheuvel-Zichem | Scherpenheuvel-Zichem |
| Tienen                | Tienen                |